# Први шлески рат
Први шлески рат је назив за рат између Аустрије и Пруске око контроле над Шлеском. Рат се може сматрати делом ширег Рата за аустријско наслеђе.
Убрзо након што је хабсбуршку круну преузела Марија Терезија, пруски краљ Фридрих Велики је од ње затражио да му преда Шлеску. Када је краљица то одбила пруске снаге су у децембру 1740. Напале Аустрију и започеле Први шлески рат. Пруски савезници су били: Баварска, Саксонија, Шпанија и Француска. Аустријски савезници су били Велика Британија и Русија.
Како је рат одмицао аустријски положај се све више погоршавао, док су непријатељске снаге биле дубоко у држави Марије Терезије, а услед недостатка помоћи савезника сви су очекивали брзи крах Аустрије. Међутим захваљујући способности краљице и неслози међу противницима потпуни крах је иѕбегнут.
Први шлески рат је окончан 1742. уступањем већег дела Шлеске Фридриху Великом.